# Benoît Mariage
Benoît Mariage (Virton, 19 juli 1961) is een  Belgische regisseur en televisiemaker. 

## Biografie
Hij behaalde zijn diploma rechten aan de Universiteit van Louvain-la-Neuve en vervolgens studeerde hij aan Institut national supérieur des arts du spectacle et des techniques de diffusion (INSAS) te Brussel om daar in 1987 een diploma te behalen.
Hij begon zijn professionele carrière met fotoreportages voor de krant Vers l’Avenir om vervolgens voor het RTBF-magazine Striptease (RTBF) reportages te maken. Hij startte een eigen productiehuis om eigen documentaires te maken. In 1992 vertolkte hij de rol van een journalist in de film C'est arrivé près de chez vous. 
Zijn eerste fictiefilm, Le Signaleur, kwam in 1997 en dong mee op het Festival van Cannes en kreeg de prijs van de jury op het Filmfestival van Clermont-Ferrand in 1998.
De film  Les Convoyeurs attendent kreeg in 1999 het Bronzen Paard op het Internationaal Filmfestival van Stockholm.
Daarnaast is hij ook docent aan het Institut des arts de diffusion te Louvain-la-Neuve.

## Filmografie
- Elvis (1990), kortfilm
- La terre n'est pas une poubelle (1996), met Julos Beaucarne
- Le signaleur (1997),kortfilm  met Benoît Poelvoorde en Olivier Gourmet
- Les Convoyeurs attendent (1999), met Benoît Poelvoorde, Bouli Lanners, Dominique Bayens
- Némadis, des années sans nouvelles (2000) een documentaire op Mauritanië
- L'Autre (2003), met Dominique Bayens, Jan Decleir
- Cowboy (2007),  met Benoît Poelvoorde, Julie Depardieu, Gilbert Melki

## Erkentelijkheid
- Joseph Plateau prijs in 1999 voor Les Convoyeurs attendent